# Belfords honingeter
De Belfords honingeter (Melidectes belfordi) is een luidruchtige, opvallende en endemische vogel uit de gebergtebossen van Nieuw-Guinea. Deze vogel is genoemd naar de Samoaan George Belford (1855-1916) die aan talloze expedities in Nieuw-Guinea heeft deelgenomen.

## Kenmerken
Deze vogels kunnen tot 27 cm lang worden. Het is een zwartgrijze vogel, op de buik iets lichter gekeurd dan op de rug en een gele glans op de vleugel en de staartveren. Het opvallendste kenmerk is de blauwe vlek op de oorstreek in combinatie met een smalle witte streep over de keel. Hij lijkt sterk op de geelbrauwhoningeter waarmee hij ook hybridiseert. De geelbrauwhoningeter heeft echter een lichte snavel en de Belfords een donkere.

## Leefwijze
Ze foerageren op nectar van de bloemen van vooral epifytisch planten, maar ook op kleine ongewervelde dieren (geleedpotigen), meestal hoog in de boomkronen. Het zijn luidruchtige, agressieve vogels die andere vogelsoorten verjagen uit hun foerageergebied.

## Verspreiding en leefgebied
De Belfords honingeter komt voor in het centrale bergland van westelijk tot zuidoostelijk Nieuw-Guinea. Deze vogel leeft in bergbossen en langs bosranden op een hoogte tussen de 1400 en 3800 m boven de zeespiegel. Het is de enige soort honingeter die in berggebieden hoger dan op 2300 m voorkomt.
De soort telt vijf ondersoorten:
- M. b. joiceyi: westelijk Nieuw-Guinea.
- M. b. griseirostris: centraal Nieuw-Guinea
- M. b. schraderensis: het oostelijk-centraal Nieuw-Guinea.
- M. b. belfordi: zuidoostelijk Nieuw-Guinea op grotere hoogte.
- M. b. brassi: zuidoostelijk Nieuw-Guinea op lagere hoogte.

## Status
De grootte van de populatie is niet gekwantificeerd maar de soort wordt omschreven als algemeen. Op de Rode lijst van de IUCN heeft deze soort de status niet bedreigd.